# TLC (музичка група)
TLC је америчка девојачка група основана 1990. године. Оригиналну поставу групе су чиниле Тион Воткинс и Лиса Лопес, да би им се Розонда Томас прикључила наредне године. Међу њиховим најпознатијим песмама су Creep, Waterfalls, No Scrubs и Unpretty. Са преко 65 милиона продатих копија TLC је најуспешнија америчка девојачка група. Након смрти Лисе Лопес 2002. године, Воткинс и Томас су наставиле да одрже групу као дуо.

## Дискографија
- Ooooooohhh... On the TLC Tip (1992)
- CrazySexyCool (1994)
- FanMail (1999)
- 3D (2002)
- TLC (2017)